# Kaemis
Kaemis là một chi nhện trong họ Dysderidae.